# كارل فيريس ميلر
كارل فيريس ميلر هو سياسي أمريكي، ولد في 5 أبريل 1921 في بيتستون في الولايات المتحدة، وتوفي في 12 يونيو 2002.